# Carrer Sebolleria (Cervera)
El Carrer Sebolleria és una via pública de Cervera (Segarra) inclosa a l'Inventari del Patrimoni Arquitectònic de Catalunya.

## Descripció
Carrer situat a un dels costats de la Plaça Major, en un nivell inferior i unit a ella per un carreró de forta pendent, empedrat. Només està edificada la part dreta del carrer. Les cases són bastant noves, amples i altes. El carrer de la Sebolleria comunica per un extrem amb el de Santa Maria i per l'altre amb un petit carreró esglaonat que davalla cap al carrer de Sant Bernat. La banda no edificada està ocupada per un mur rematat amb una barana de forja, antic mirador quan la Sebolleria no tenia cases.

## Història
El nom prové del mot "Sebollar" que vol dir enterrar o sepultar. Antigament, des de la Sebolleria es donava el tomb a l'absis de Santa Maria seguint el carreró dit de Bonaire que fou absorbit per les cases veïnes cap a l'any 1737.